# Psammorygma aculeatum
Psammorygma aculeatum is een spinnensoort in de taxonomische indeling van de mierenjagers (Zodariidae).
Het dier behoort tot het geslacht Psammorygma. De wetenschappelijke naam van de soort werd voor het eerst geldig gepubliceerd in 1878 door Ferdinand Karsch.